# Carey Franklin Coombs
Carey Franklin Coombs (ur. 1879 w Castle Cary, Somerset, zm. 1932) – brytyjski kardiolog, praktykował w Bristol General Hospital. Opisał objaw gorączki reumatycznej, znany dziś jako szmer Careya Coombsa.
Urodził się w 1879 roku jako syn lekarza Careya Pearce'a Coombsa. Uczęszczał do University College w Bristolu, a potem do St Mary’s Hospital Medical School w Londynie. Jego nauczycielem był Frederick John Poynton. W 1914 roku powołany do wojska, praktykował najpierw w Bristol Royal Infirmary King Edward VII Memorial Hospital i w szpitalu w Southmead, Bristol. Został też wysłany do Mezopotamii. Po powrocie do Bristolu kontynuował pracę badawczą, otrzymał stypendium z Colston Research Fund.

## Wybrane prace
- Some clinical aspects of the rheumatic condition. Lancet i, 565–568 (1904)
- Rheumatic carditis. Q J Med 2, 26–47 (1908)
- Rheumatic Heart Disease. Bristol, UK: John Wright and Sons Ltd 1924